# Calodia yunnanensis
Calodia yunnanensis är en insektsart som beskrevs av Zhang 1994. Calodia yunnanensis ingår i släktet Calodia och familjen dvärgstritar. Inga underarter finns listade i Catalogue of Life.